# Adam Czarnota
Adam Waldemar Czarnota (ur. 26 lipca 1953 w Kętrzynie) – polsko-australijski socjolog prawa, profesor prawa na Uniwersytecie Nowej Południowej Walii w Sydney. Dyrektor Naukowy Międzynarodowego Instytutu Socjologii Prawa w Oñati w latach 2013–2016, współzałożyciel Centrum Edukacji Prawniczej i Teorii Społecznej. Rektor Riga Graduate School of Law w Rydze od 2022 roku.

## Życiorys
Urodził się w Kętrzynie, gdzie mieszkał aż do ukończenia szkoły średniej. Następnie rozpoczął studia prawnicze na Uniwersytecie Mikołaja Kopernika w Toruniu. Tam też w 1982 roku uzyskał stopień naukowy doktora. Od 2005 roku jest profesorem Uniwersytetu Nowej Południowej Walii.
Wykładał m.in. na Central European University w Budapeszcie, European Academy of Legal Theory w Brukseli, European University Institute we Florencji, Uniwersytecie w Edynburgu, Uniwersytecie Macquarie, czy też w St. Peter’s College na Uniwersytecie w Oksfordzie. W latach 2013–2016 był Dyrektorem Naukowym w Międzynarodowym Instytucie Socjologii Prawa w Oñati.
Został zastępcą redaktora naczelnego kwartalnika „Prawo i Więź”.
Należy do Australian Society for Legal Philosophy, International Association for Philosophy of Law and Social Philosophy, Contemporary European Studies Association, Australian Association for the Study of Communist and Post- Communist Countries, Australasian Universities Law Teachers Association, International Sociological Association.

## Wybrane publikacje
- Czarnota, A., Rule of Law as an Outcome of Crisis, „Hague Journal on the Rule of Law”, 2016, 8(2), pp. 311–321.[6]
- Czarnota, A., On the beauty of confusion or transitional justice and rule of law, [in:] Pałecki, K., Stępień, M., (eds.), Wielowymiarowość prawa, Toruń 2014, Wydawnictwo Adam Marszałek, pp. 137–144.[7]
- Czarnota, A., History in the service of live: Law’s authority and dealing with the past, [in:] Del Mar, M., Michelon, C., (eds.) The Anxiety of the Jurist. Legality, Exchange and Judgment, Farnham-Burlington 2013, Ashgate, pp. 69–82.[8]
- Czarnota, A., Transitional Justice in Post-Communist Central-Eastern Europe: Decommunisation and the Rule of Law, [in:] „Critical perspectives in transitional justice”, Palmer, N, Granville, D., Clark, P., (eds.), Cambridge-Antwerp-Portland 2011, Intersentia, pp. 427–444.[9]
- Czarnota, A, Lustration, decommunisation and Rule of Law, „Hague Journal on the Rule of Law”, 2009, 1(2), pp. 307–336.[10]
- Czarnota A., Krygier M., Sadurski W. (eds.), Rethinking the Rule of Law After Communism, Central European University Press, 2005.[11]